# اطلس الکترونیک
اطلس الکترونیک(به آلمانی: Atlas Elektronik GMBH) یک شرکت آلمانی است که در سال ۱۹۰۲ پایه‌گذاری شده‌است و لوازم الکترونیکی لازم برای مصارف دریایی را تولید می‌کند و تخصص آن در زمینهٔ ابزار و تجهیزات رو و زیر دریا می‌باشد.
مقر اصلی این شرکت دربرمن می‌باشد و یک شعبهٔ دیگر آن در ودل است.
این شرکت در زمینهٔ ساخت رادارهای صوتی (سونار) برای زیردریایی‌ها شهرت جهانی دارد.

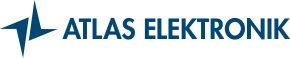
نشان‌وارهٔ رسمی شرکت اطلس الکترونیک - ۲۰۱۷

## تاریخچه
این شرکت توسط شرکت کشتیرانی و حمل و نقل لوید شمال آلمان در تاریخ ۱۵ ژانویه ۱۹۰۲ پایه‌گذاری شد. در آن زمان کار این شرکت علاوه بر ساخت کشتی، به تجهیزات حمل و نقل برای کشتی‌ها نیز گستره می‌یافت. در سال ۱۹۱۱ نام آن از کارخانهٔ آرماتور و ماشین‌های شمال آلمان، به کارگاه اطلس دگرگون شد. در سال ۱۹۱۳ این کارخانه بالغ بر ۲۰۰۰ کارمند داشت.

## جنگ‌های جهانی
در جنگ جهانی اول، این شرکت ابزاری را برای زیردریایی‌های نظامی و کشتی‌های کوچک می‌ساخت و بعد از جنگ به صادرات پرداخت. در سال ۱۹۳۱، شروع به ساخت تجهیزات رادارهای صوتی در زیر آب کرد. در زبان حکومت حزب نازی نیروی خود را برای تولید زیردریایی‌های نظامی به کار گرفت. در زمان جنگ جهانی دوم، ۳۱۰۰ کارمند در این کارخانه مشغول به کاربودند.

## دوران بعد از جنگ
در دوران بعد از جنگ این کارخانه تولید ماشین آلات و ابزار و کشتی‌ها را در دستور کار خود قرار داد. در سال ۱۹۶۶ با کارخانهٔ دیگری به نام ماشین سازی ماک در کیل (به آلمانی: Mak Maschinenbau Kiel) ادغام شد و به ماشین سازی کروپ -اطلس نام نهاده شد. در سال ۱۹۹۱ کشتی سازی ولکان برمن آن را صاحب شد و در سال ۱۹۹۲ با سیستم تکنیک نرد (به آلمانی: Systemtechnik Nord) ادغام شد و شرکت اطلس الکترونیک را به وجود آورد.

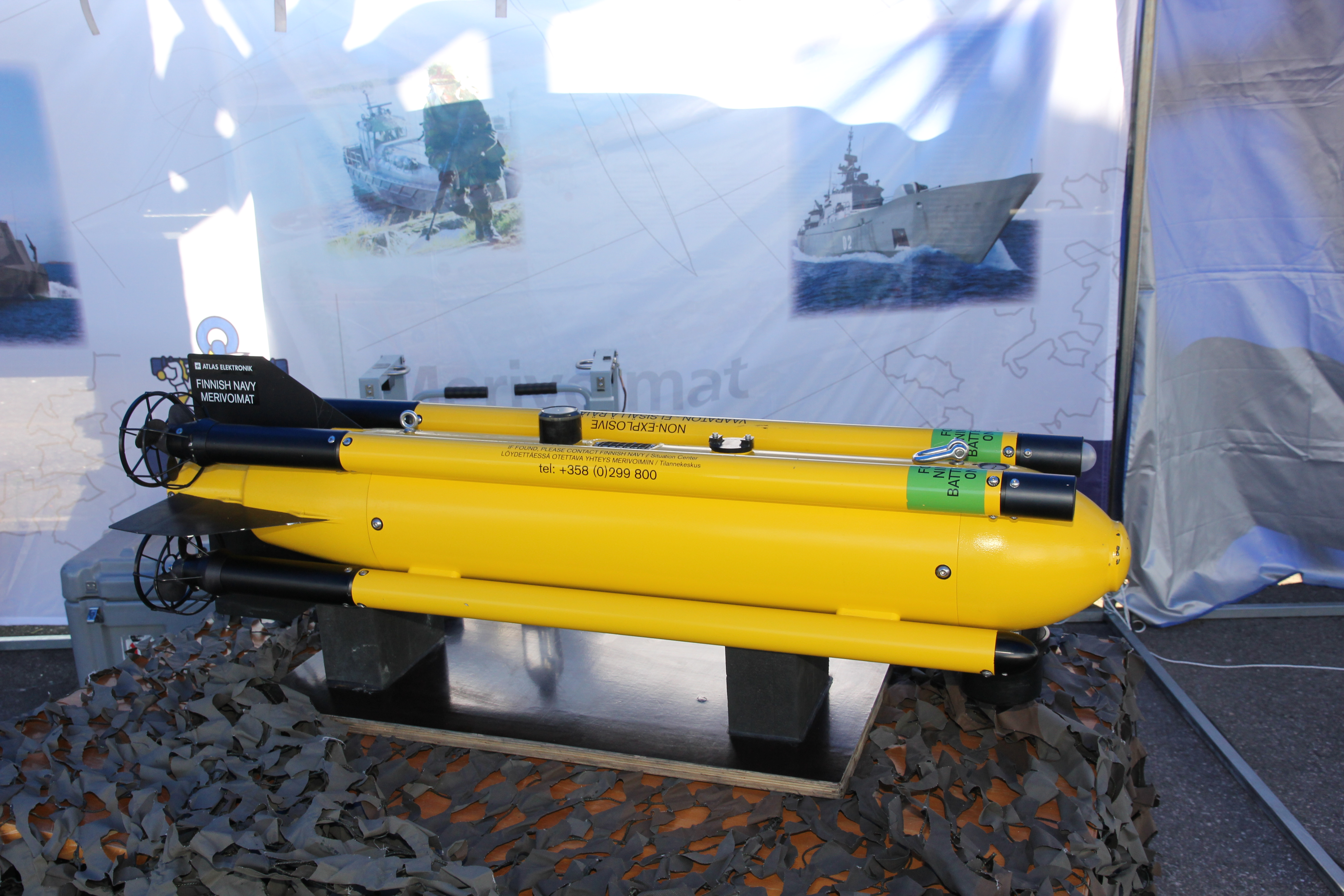
نمایی از پهباد دریایی Seafox محصولی از کمپانی اطلس الکترونیک - ۲۰۱۴